# Sycoecus oculabulbus
Sycoecus oculabulbus är en stekelart som beskrevs av Van Noort 1993. Sycoecus oculabulbus ingår i släktet Sycoecus och familjen fikonsteklar.
Artens utbredningsområde är Kamerun. Inga underarter finns listade i Catalogue of Life.